# Oradtjärnen (Mora socken, Dalarna, 677066-140098)
Oradtjärnen är en sjö i Mora kommun i Dalarna och ingår i Dalälvens huvudavrinningsområde.